# Серифос
Серифос (грчки грч. ) је једно од острва у групацији Киклада у Грчкој. Управно острво припада округу Милос у оквиру Периферије Јужни Егеј, где са оближњим острвцима чини засебну општину. 

## Природни услови
Серифос је једно од острва Киклада средње величине. Престоница Атина је на 100 km удаљености ка северу. Најближа околна острва су Китнос и Сифнос, удаљена око 10 km, прво ка северу, друго ка југу. Острво је средње разуђено и планинско у већем делу. 
Серифос спада у острва Киклада која су положена даље од копна, што повезано са сушном средоземном климом проузрокује сталан недостатак воде. Због тога је Серифос је сушан и каменит, а биљни и животињски свет су такође особени за ову климу. Од гајених култура доминирају маслина и винова лоза. Посебност Серифоса су и подивљале домаће мачке, које представљају озбиљну тешкоћу за острвски екосистем.

## Историја
За Серифос, као и за целокупне Кикладе, је необично важно раздобље касне праисторије, тзв. Кикладска цивилизација, зависна и блиска Критској. Иза Кикладске цивилизације су данас остале бројне фигурине-идоли, везане за загробни живот. Током старе Грчке Серифос је био један од малих полиса у веома важном делу Грчке.
После тога острвом је владао стари Рим, а затим и Византија. 1204. г. после освајања Цариграда од стране Крсташа Киклади потпадају под власт Млечана, под којима остају дуго, до 16. века, када нови господар постаје османско царство. Становништво Серифоса је било укључено у Грчки устанак 20их година 19. века, па је острво одмах припало новооснованој Грчкој. Међутим, развој нове државе није спречио исељавање месног становништва у 20. веку. Последњих деценија ово је донекле умањено развојем туризма.

## Становништво
Главно становништво на Серифосу су Грци. Серифос спада у ређе насељена острва међу значајинијим острвима Киклада, али је развој туризма протеклих 20ак година допринео наглом просперитету острва и расту броја становника за око 30%. Главнина становника острва живи у градићу Серифосу који се налази у источном делу острва.

## Привреда
Привреда Серифоса се добрим делом заснива на рударству. У грчкој историји познат је штрајк сифниоских рудара из 1916. г. Данас се привреда све више заснива на туризму (највише викенд-туризам Атињана) и поморству, а све мање на традициналној пољопривреди (маслине, винова лоза, мање јужно воће).